# Josef Ripfel
Josef "Jupp" Ripfel (Nesselwang, Alemanya, 2 de setembre de 1938) va ser un ciclista suec. Combinava les curses en pista amb les de carretera. Va participar en els Jocs Olímpics de 1968.

## Palmarès
- 1963
  - Vencedor d'una etapa a la Volta a Àustria
- 1964
  -  Campió de Suècia en relleus
- 1965
  -  Campió de Suècia en ruta
  - 1r a la Skandisloppet
- 1965
  -  Campió de Suècia en ruta
  -  Campió de Suècia en relleus
- 1968
  -  Campió de Suècia en relleus
  - Vencedor d'una etapa a la Volta al Marroc
  - Vencedor d'una etapa a la Cursa de la Pau
- 1969
  - 1r a la Skandisloppet
- 1970
  -  Campió de Suècia en ruta
  -  Campió de Suècia en relleus
- 1971
  -  Campió de Suècia en ruta
  -  Campió de Suècia en relleus
  - Vencedor d'una etapa a la Volta a Àustria